# کندال
latitudeکندالlongitudeکندال
کندال (به انگلیسی: Kendal) یک شهرک در بریتانیا است که در انگلستان واقع شده‌است.

## خصوصیات
کندال ۲۸٬۵۸۶ نفر جمعیت دارد.

## خواهرخوانده
شهر رینتلن خواهرخواندهٔ کندال هست.